# Mary (Turkmenistan)

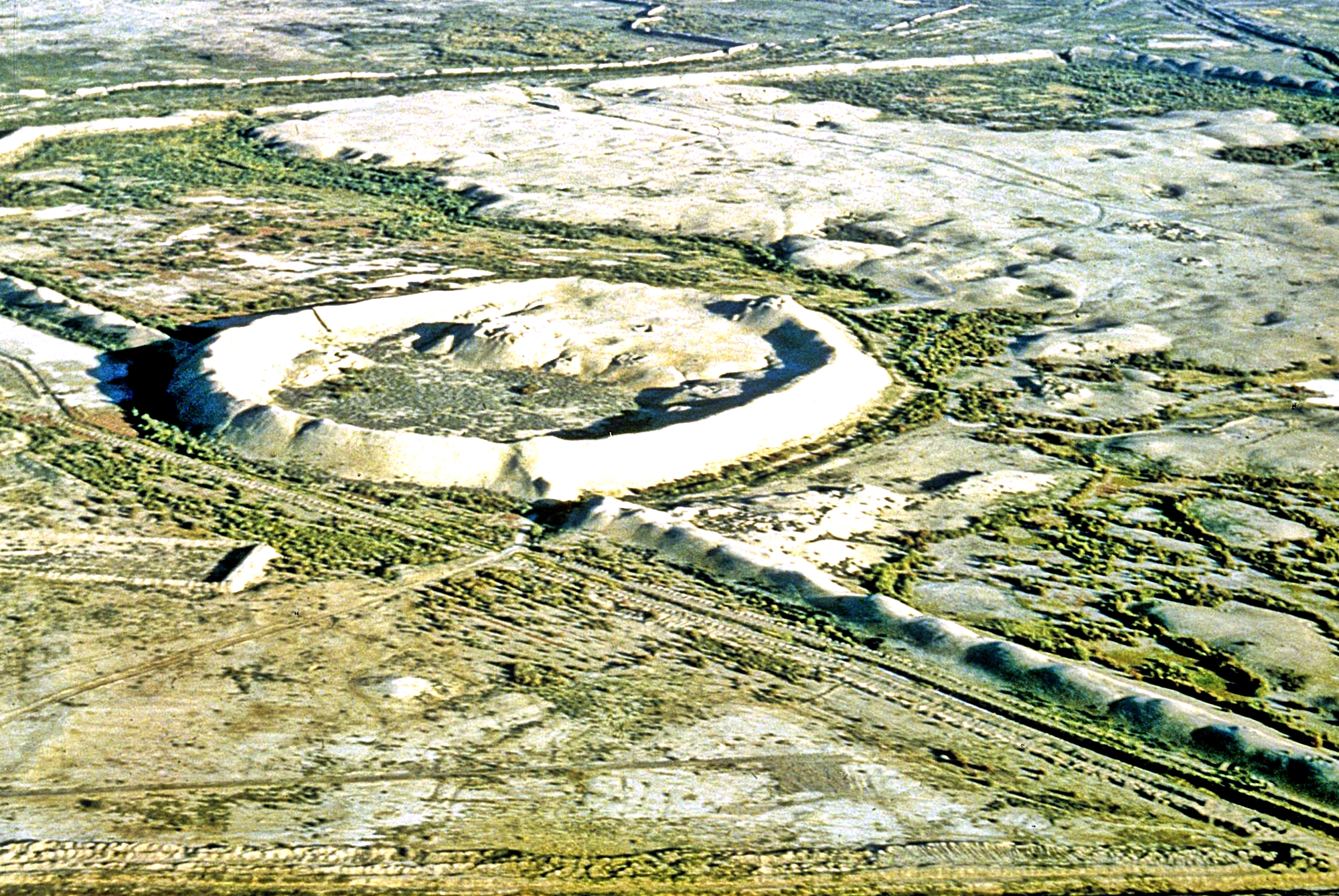
Assentament de l'antiga ciutat de Merv

Mary és una ciutat de Turkmenistan, capital de la província de Mary. La seva població és d'aproximadament 123.000 habitants (1999).
La ciutat és un oasi al desert de Karakum, situat al riu Murghab.
Antigament s'anomenava Merv, Meru i Margiana, i formava part de la ruta de la Seda.